# Pfarrkirche Göstling an der Ybbs

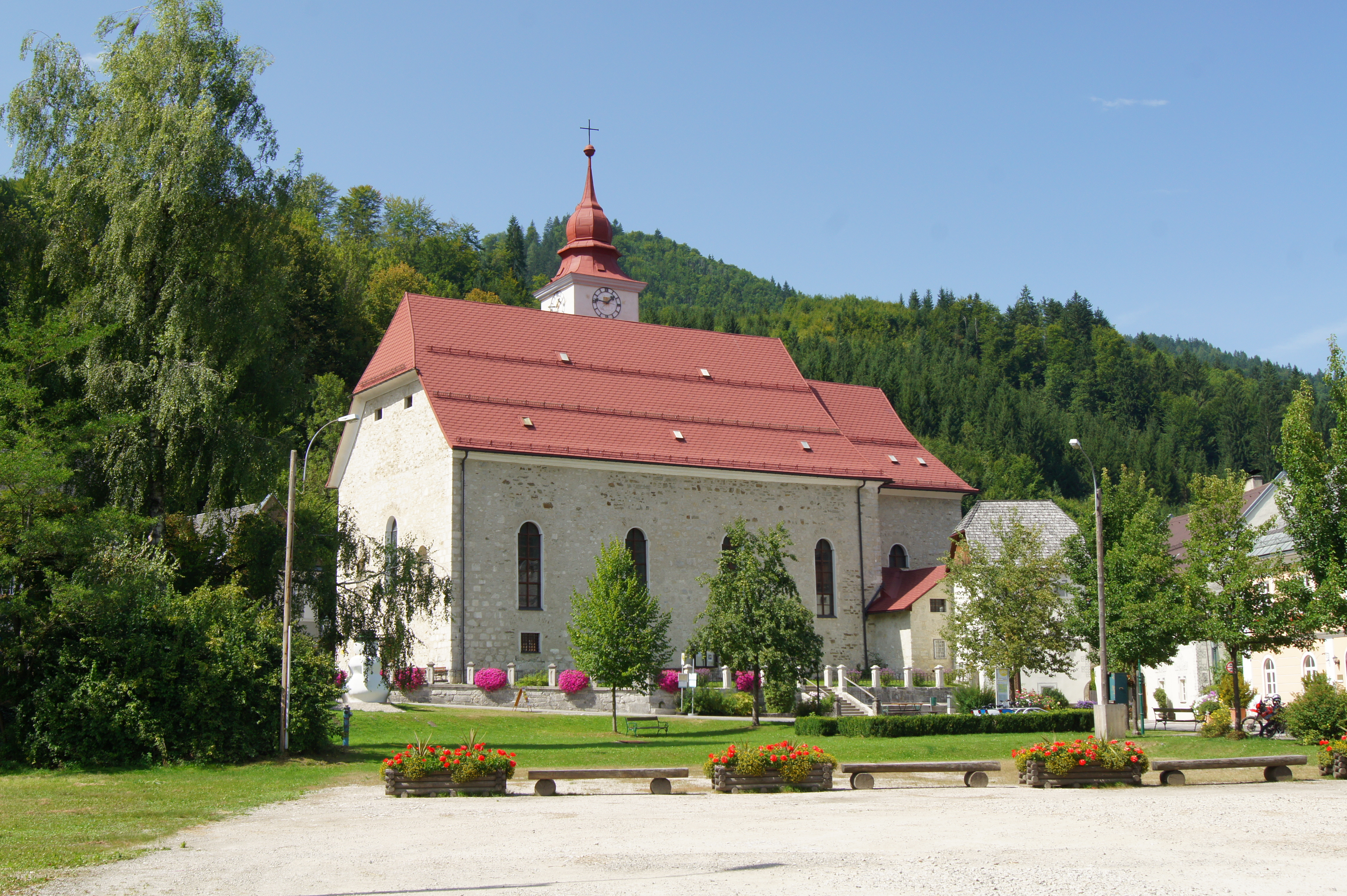
Katholische Pfarrkirche hl. Andreas in Göstling an der Ybbs

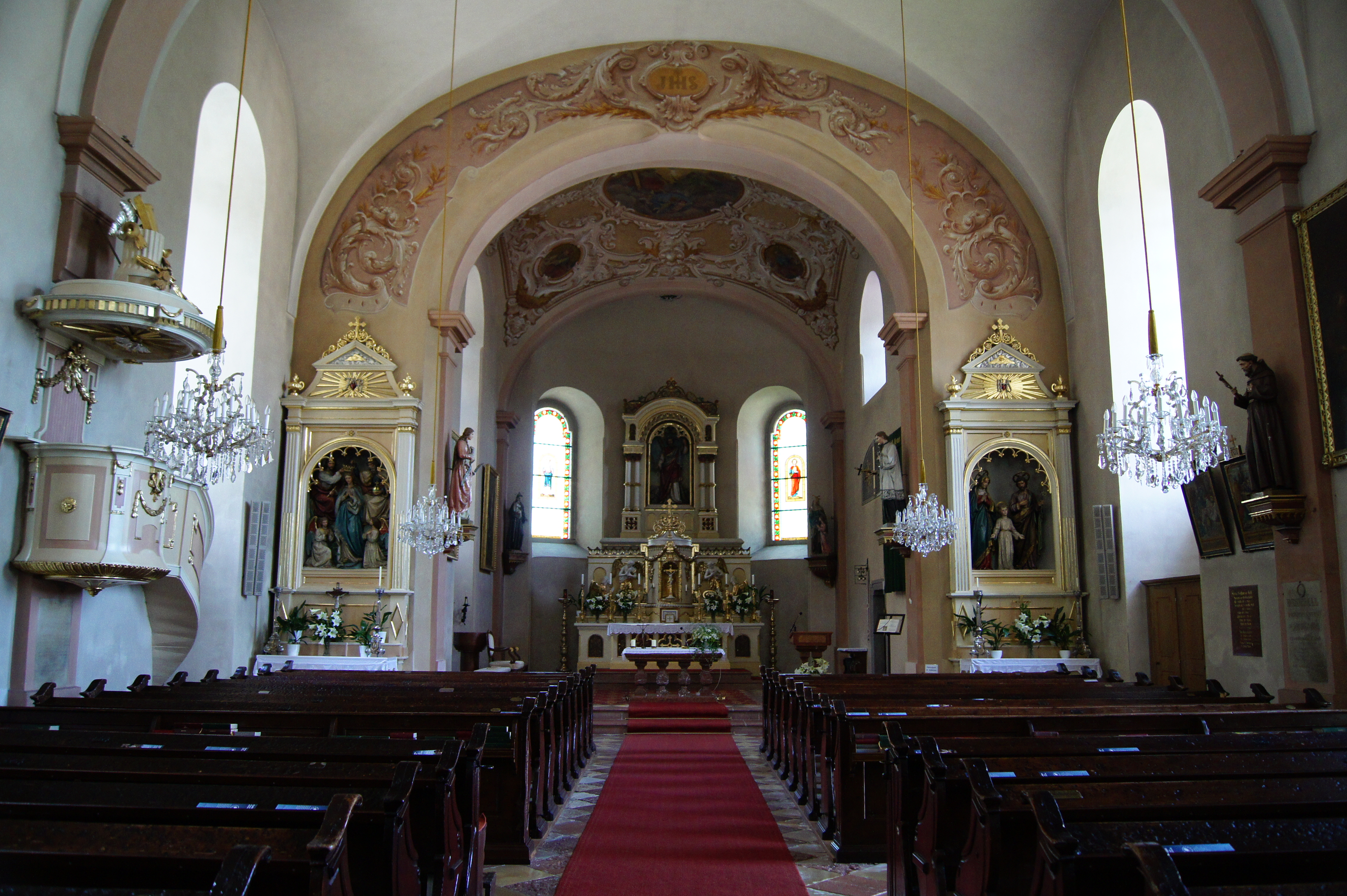
Langhaus, Blick zum Chor

Die Pfarrkirche Göstling an der Ybbs steht mittig im Ort der Marktgemeinde Göstling an der Ybbs im Bezirk Scheibbs in Niederösterreich. Die dem Patrozinium hl. Andreas unterstellte römisch-katholische Pfarrkirche gehört zum Dekanat Waidhofen an der Ybbs der Diözese St. Pölten. Die Kirche steht unter Denkmalschutz (Listeneintrag).

## Geschichte
Vermutlich als Filiale der Pfarrkirche Hollenstein an der Ybbs eine Gründung vom Bistum Freising. Urkundlich 1310 selbständige Pfarre.
Die heutige Kirche wurde von 1783/1784 bis 1792 neu erbaut. 1896 war ein Brand, danach entstand eine historistische Einrichtung mit Verwendung noch bestehender Reste. 1960 wurde die Kirche außen und 1989 innen restauriert.

## Architektur
Der spätbarocke genordete Saalbau mit einem eingezogenen Chor hat am Langhaus einen vorgestellten nachbarocken im Kern spätgotischen Westturm. Die nordöstlich im Chorwinkel angebaute Sakristei ist baulich mit im Kern spätgotischen Anbauten, das Pfarrstöckl bzw. Karner, und vom Pfarrstöckl über einen Schwibbogengang mit dem anschließenden Pfarrhof baulich verbunden. Das Kirchenplateau ist im Osten von Schmiedeeisengittern zwischen Steinpfeilern über niedrigen 1927 erneuerten Futtermauern begrenzt.

## Ausstattung
Am Chorgewölbe zeigt Malerei mit spätbarocken Scheinstuckaturen mit Medaillons die Dreifaltigkeit und in den Zwickeln Evangelisten. Die Glasmalerei zeigt im Chor hl. Theresia 1900, Herz Mariä und Herz Jesu 1885, im Langhaus hl. Cäcilia um 1910/1920.

## Einrichtung
Die neoromanischen bzw. neugotischen Altäre aus 1899/1900 tragen Statuen von Franz Schmalzl und eingebundene Resten der klassizistischen Vorgängeraltäre.
Die Orgel mit 22 Registern baute Josef Breinbauer 1908. Zwei Glocken nennen 1533.

## Grabdenkmäler
- Es gibt eine Priestergrabplatte Martin(iu)s Winter 1680.